# Phreaking

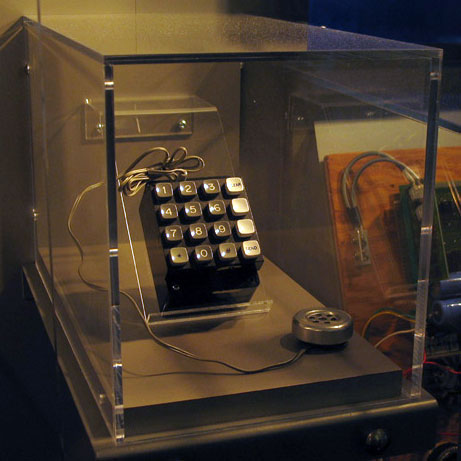
Blue box, een apparaatje waarmee gratis vanuit telefooncellen kon worden gebeld, gemaakt door Steve Wozniak

Phreaking is de Engelse term voor experimenteren met telefoons, telefooncentrales, en andere telecomapparatuur.
De personen die zich hiermee bezighouden, worden aangeduid als "phreaks", een samenvoeging van de woorden phone en freak. Het taalgebruik van phreaks kenmerkt zich door het gebruik van de letters "ph" in plaats van "f", bijvoorbeeld "surphing" in plaats van "surfing". Hoewel in een groot aantal gevallen door middel van phreaking gratis kon worden getelefoneerd, was dit nooit het doel van phreaking.
Phreaking ontstond waarschijnlijk in de jaren 50 in Amerika, toen mensen ontdekten dat een fluittoon van 2600 hertz ervoor zorgde dat de telefoonverbinding bleef "hangen": er was nog wel verbinding met de telefooncentrale, maar het telefoongesprek was al voorbij. De 2600 hertz-toon bleek een signaal waarmee telefooncentrales onderling gesprekken opbouwden en afbraken. Door dit signaal los te gebruiken konden de phreaks telefoonverbindingen opnieuw routeren, en commando's aan de telefooncentrale doorgeven.

## Phreaking in Nederland
In Nederland werd ook aan phreaking gedaan. Met Hack-Tic en 't Klaphek bladen werden phreakers bij elkaar gebracht.
Met gratis nummers in de 06-022xxxx reeks konden Nederlandse phreakers gratis buitenlandse lijnen vinden door te wardialen. Sommige lijnen waren nog inband c5 sigalering, waar ook de 2600 toon werkt. Via andere signalen zoals 2400+2600 kon je weer de lijn aanpassen en doorbellen naar een volgend nummer. Soms lukte het om zo driemaal door te schakelen en met meer dan twee seconden vertraging in de lijn weer met Nederland te verbinden.
Na 1999 waren de laatste inbound gratis telefoonlijnen verdwenen.